# Anna Katharina Kasch
Anna Katharina Kasch (geb. Sager) (* 12. Dezember 1839 in Hürup; † 5. November 1900 in Plön) war eine deutsche Schriftstellerin und Übersetzerin.

## Leben
Anna Katharina Kasch war das älteste von sechs Kindern des Bauern Peter Jakobsen Sager und dessen Ehefrau Anna Margaretha (geb. Hein).
Sie verlebte ihre Kindheit und Jugend in einfachsten Verhältnissen und besuchte die örtliche Dorfschule sowie von 1852 bis 1855 die Höhere Töchterschule Institut für Mädchen in Flensburg und war anschließend in verschiedenen Stellungen als Erzieherin tätig, zuletzt auf einem herrschaftlichen Gut.
Hier lernte sie ihren späteren Ehemann, den Hofbesitzer und Landtagsabgeordneten Heinrich Kasch (* 1833; † 6. Juni 1905 in Plön), kennen, den sie 1862 heiratete; ihre gemeinsame Tochter verstarb noch in der Kindheit. Aufgrund der längeren Abwesenheiten ihres Ehemannes bewirtschaftete sie den Hof oft eigenständig und mit Erfolg. Bis zum Verkauf des Hofes in Bredenbek bei Nehmten, lebten sie dort bis 1884 und anschließend in Plön, dazu hielt sie sich auch zeitweise in Berlin auf.
Sie betätigte sich sowohl als Schriftstellerin als auch als Übersetzerin aus verschiedenen Sprachen und beherrschte die dänische, schwedische, niederländische, englische, schottische, französische, spanische und plattdeutsche Sprache. Sie schrieb Aufsätze und Erzählungen für verschiedene Zeitschriften, unter anderem für die belletristische Wochenschrift Schleswig-Holsteinisches Sonntagsblatt, dem Deutschen Dichterheim sowie für Ludwig Meyns Schleswig-Holsteinischen Hauskalender. 1881 gab sie eine Sammlung ihrer Gedichte heraus, in denen sie neben Eigenem auch Übersetzungen aus den nordischen Sprachen sowie aus dem Englischen, Spanischen, Französischen und Niederländischen veröffentlichte. Sie publizierte 1887 dazu ein Geburtstagsbuch.

## Schriften (Auswahl)
- Gedichte. Kiel und Plön, 1881.
- Geburtstagsbuch. Altona 1887.